# Karl Benedikt von Bremer
Karl Benedikt von Bremer (* 1724 in Stockholm; † nach 1787) war ein preußischer Obrist und Chef des Garnisonsregiments Nr. 8.

## Leben
Karl Benedikt war Angehöriger des hannöverschen Adelsgeschlecht Bremer. Er ging 1756 in preußischen Militär-Dienst, nachdem er zuvor in hannöverischen, pfälzischen und bayrischen Diensten gestanden hatte. Während des Siebenjährigen Krieges war er Mitglied der Freiregimenter Wunsch und Le Noble. In dieser Zeit konnte er sich besonders im Gefecht in Pasewalk auszeichnen. 1761 bekam er als Major im Freiregiment Wunsch den Pour le Mérite. Er geriet 1761 bei Ebeleben in Gefangenschaft, in der Schlacht bei Landeshut wurde er so schwer verletzt, dass er unter den Toten liegen blieb. Er wurde aber trotzdem gerettet und wiederhergestellt. Am 11. Januar 1758 wurde er im Regiment Le Noble Major und im November 1769 Oberstleutnant. Am 23. Februar 1772 wurde er Oberst und übernahm das Regiment. Mit Beginn des Bayerischen Erbfolgekriegs 1778 ging er in Pension und zog sich auf das Gut Sommerfeld zurück. 1787 erhielt er von König Friedrich Wilhelm II. zudem ein Gnadengehalt.
Er war mit einer Frau bürgerlicher Herkunft verheiratet.